# Gomphrena paniculata
Gomphrena paniculata är en amarantväxtart som först beskrevs av Carl Friedrich Philipp von Martius, och fick sitt nu gällande namn av Horace Bénédict Alfred Moquin-Tandon. Gomphrena paniculata ingår i släktet klotamaranter, och familjen amarantväxter. Inga underarter finns listade i Catalogue of Life.